# Лессинг, Роланд
Ро́ланд Ле́ссинг (эст. Roland Lessing; род. 14 апреля 1978, Тарту) — эстонский биатлонист. Завершил карьеру в конце сезона 2018/2019 годов. Участник 5 подряд Олимпийских игр (2002, 2006, 2010, 2014,2018). На Олимпиаде в Ванкувере был знаменосцем сборной Эстонии. Занимается биатлоном с 1986 года. Дебютировал в кубке мира по биатлону в сезоне 1998/1999 годов. Первые очки кубка мира по биатлону—набрал в сезоне 2005/2006 годов.
В сезоне 2009/2010 году— 20 декабря 2009 года на 3-этапе Кубка мира в Поклюке Лессинг впервые в своей карьере поднялся на подиум, став вторым в пасьюте, уступив только россиянину Евгению Устюгову. Примечательно, что Лессинг ушёл на старт только шестнадцатым, причем лидировал в гонке после последнего огневого рубежа.
Принимал участие в соревнованиях по лыжным гонкам. В марте 2019 года после Чемпионата мира по биатлону в шведском Эстерсунде спортсмен объявил о завершении своей карьеры.
.

### Интересные факты

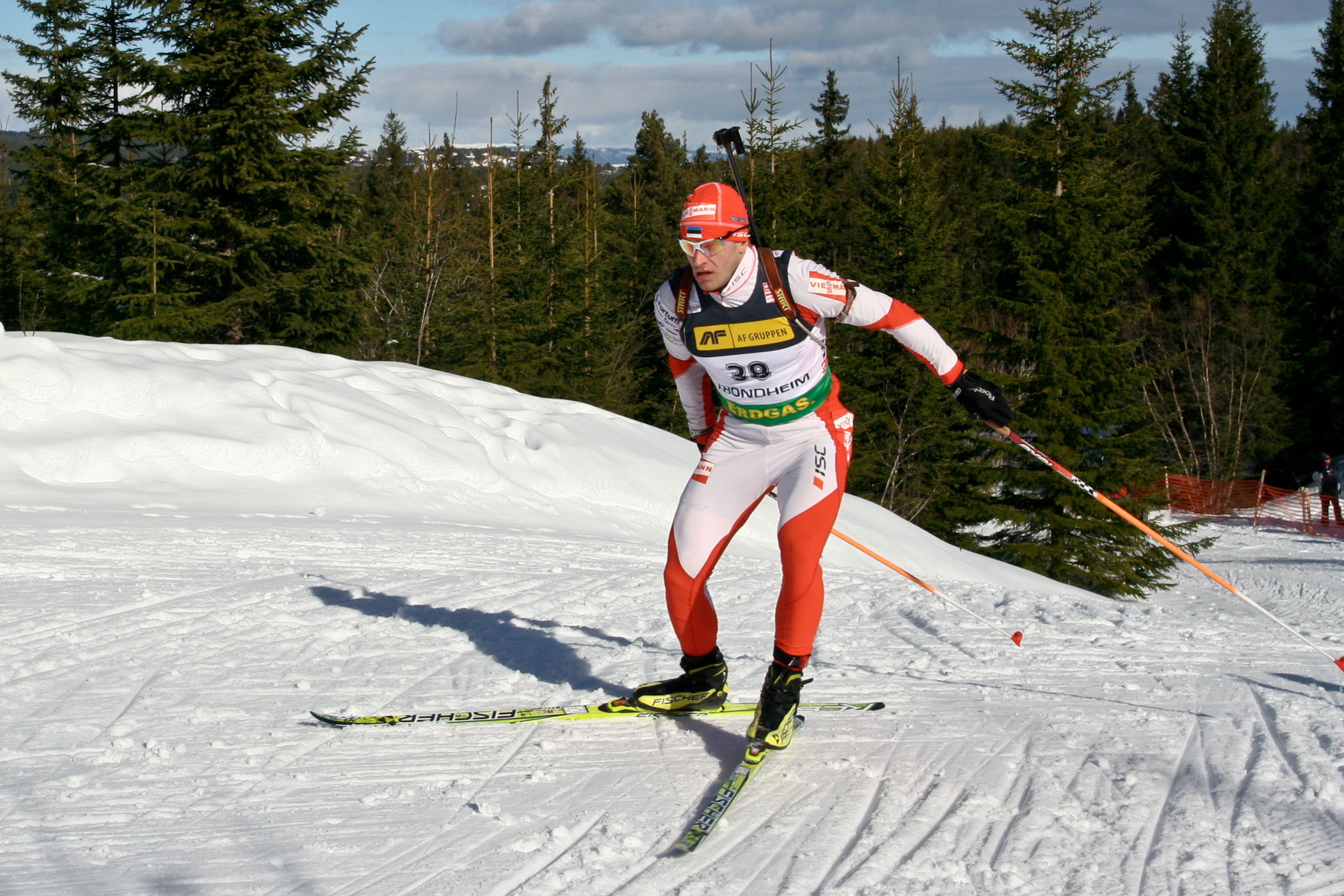
Роланд Лессинг на этапе Кубка мира в Тронхейме в 2009 году

На чемпионате Эстонии по биатлону Лессинг подарил своему тренеру Хилару Захне — помещенную в рамку первую полосу газету Postimees за 21 декабря 2009 года. На полосе красуется фотография Лессинга, ликующего на пьедестале почета в Поклюке.

### Зимние Олимпийские игры
Результаты на Олимпийских играх
| Зимние Олимпийские игры | Спринт | Преследование | Индивидуальная Гонка | Масс-старт | Эстафета | Смешанная эстафета |
| ----------------------- | ------ | ------------- | -------------------- | ---------- | -------- | ------------------ |
| - Солт-Лейк-Сити 2002   | 70.    | –             | 45.                  |            | 11.      |                    |
| - Турин 2006            | 58.    | 51.           | 62.                  | –          | 15.      |                    |
| - Ванкувер 2010         | 62.    | –             | 65.                  | –          | 14.      |                    |
| - Сочи 2014             | 65.    | –             | –                    | –          | 17.      | –                  |
| - Пхёнчхан 2018         | 41.    | 53.           | 70.                  | –          | 13.      | –                  |

Призовое Место:
| Дата              | Место   | Дисциплина            | Место | Промахи     | Время       | Отставание | Победитель      |
| ----------------- | ------- | --------------------- | ----- | ----------- | ----------- | ---------- | --------------- |
| 20. декабря 2009. | Поклюка | Преследования 12,5 км | 2     | 0 (0+0+0+0) | 35:00,2 мин | +9,3 с     | Евгений Устюгов |

## Результаты

### Кубок мира
- 2003—2004 — очков не набирал
- 2004—2005 — очков не набирал
- 2005—2006 — 55-е место
- 2006—2007 — 63-е место
- 2007—2008 — 67-е место
- 2008—2009 — 61-е место
- 2009—2010 — 59-е место
- 2010—2011 — 67-е место
- 2011-2012 — 81-е место
- 2014-2015 — 48-е место
- 2015-2016 — 90-е место
- 2016-2017 — очков не набирал
- 2017-2018 — 75-е место
- 2018-2019 — 70-е место